# أليت إيشجان
أليت إيشجان (بالتركية: Elit İşcan)‏ ممثلة تركية ولدت يوم 12 كانون الثاني 1994 في إسطنبول، تركيا.

## أعمالها

### أفلام
- موستانغ بدور أجه.

## روابط أضافية
- أليت إيشجان على موقع IMDb (الإنجليزية)
- أليت إيشجان على موقع قاعدة بيانات الأفلام العربية
- أليت إيشجان على موقع ألو سيني (الفرنسية)
- أليت إيشجان على موقع أول موفي (الإنجليزية)
- أليت إيشجان على موقع قاعدة بيانات الأفلام السويدية (السويدية)
- أليت إيشجان على موقع قاعدة بيانات الفيلم (الإنجليزية)
- أليت إيشجان على موقع كينوبويسك (الروسية)